# Gigi (chanteuse)
 (décembre 2017).
Si vous disposez d'ouvrages ou d'articles de référence ou si vous connaissez des sites web de qualité traitant du thème abordé ici, merci de compléter l'article en donnant les références utiles à sa vérifiabilité et en les liant à la section « Notes et références ».
Pour les articles homonymes, voir Gigi.
La chanteuse éthiopienne Ejigayehu Shibabaw, ou Gigi (née en 1974) dépasse les frontières musicales depuis ses premiers pas en tant que star de la pop dans la communauté éthiopienne.[non neutre]
Après avoir sorti un certain nombre d'albums populaires, distribués avant tout dans les magasins éthiopiens, elle rencontra Chris Blackwell, qui avait révélé au monde des icônes comme Bob Marley et U2 sur son label révolutionnaire Island Records.[non neutre] Blackwell fit signer Gigi avec son tout nouveau label indépendant Palm Pictures. 
Son premier album, sorti en 2001, comptait Herbie Hancock et Wayne Shorter parmi les artistes invités. Ce dernier fut produit par Bill Laswell. Laswell et Gigi ont fini par se marier, et ont depuis travaillé ensemble sur des albumsinspirés musiques du monde, de la pop, et de la musique électronique.

## Discographie
- Tsehay, 1997
- One Ethiopia, 1998
- Gigi (Guramayle), 2001
- Illuminated Audio, 2003
- Abyssinia Infinite: Zion Roots, 2003
- Gold & Wax, 2006
- Mesgana Ethiopia, 2010

Participation sur les albums:
- Future 2 Future de Herbie Hancock
- Sacred System: Dub Chamber 4 (Book Of Exit) de Bill Laswell
- Realize de Karsh Kale
- Live at Stern Grove de Tabla Beat Science
- Enter The Chicken de Buckethead
- Radioaxiom de Bill Laswell & Jah Wooble
- Putumayo Presents: One World, Many Cultures
- Daylightless de Fanu (en) (dans Salem and Semena-Worck tracks)
- Putumayo Presents: Music from the Coffee Lands, Vol. II Compilation